# Lady Jane Ruthven
Lady Jane (eller Jean) Ruthven, död 1668, var en skotsk adelsdam. Hon var hovfröken hos drottning Kristina. 
Ruthvens föräldrar var general Patrick Ruthven och Jane Henderson. Hennes far och morbror var en tid i svensk tjänst. Genom sin mor och morbror, general John Henderson, hade hon katolska sympatier, och hon höll kontakten med morbrodern sedan han lämnat Sverige. Hennes närhet till Kristina under tiden för dennas konvertering till katolicismen anses värd uppmärksamhet. Ruthven beskrivs vid sidan av Louise van der Nooth som en av få hovdamer förutom Ebba Sparre som hade något inflytande på Kristina, som annars inte ägnade sina hovdamer någon större uppmärksamhet. Det är känt att Englands ambassadör Bulstrode Whitelocke upprätthöll en tät kontakt med henne på grund av det inflytande vid hovet han tillmätte henne. Hon gifte sig 1661 med James Forrester, 2nd Lord Forrester of Corstorphine. 